# Regno a venire
(J.G. Ballard, Regno a venire)
Regno a venire è l’ultimo romanzo dello scrittore inglese James Graham Ballard, il quarto di una tetralogia dedicata al terrorismo urbano e alle rivolte della media borghesia.

## Trama
L’ex pubblicitario Richard Pearson si reca nella cittadina di Brooklands, Surrey, nella sconfinata periferia sudoccidentale di Londra, perché il padre è rimasto ucciso durante un attentato in un grande centro commerciale. Il Metro-Centre è una presenza soffocante: aperto 24 ore su 24, ha completamente devastato la vita sociale della cittadina. Dell’omicidio è stato accusato Duncan Christie, già conosciuto alla polizia per le sue dimostrazioni contro il Metro-Centre: avrebbe sparato a casaccio nella folla con un mitra, diversi testimoni l’hanno visto fuggire nella calca.
Pearson viene aggiornato dall’avvocato Geoffrey Fairfax, incaricato delle ultime volontà di suo padre. Scopre però che anche la moglie di Christie è patrocinata dallo stesso studio legale, nel quale lavora come volontario il sergente Mary Falconer della polizia di Brooklands. Pearson decide di non tornare a Londra, anzi si stabilisce nella casa del padre. Nella cittadina c’è un’aria malsana, dovuta all’onnipresenza di attivisti che nascondendosi dietro il simbolo della croce di San Giorgio mostrano una viscerale avversione per il centro commerciale e intolleranza razzista verso gli immigrati.
Duncan Christie viene rilasciato per mancanza di indizi. Pearson scopre a casa del padre una collezione di libri d’ispirazione fascista e maglie da hooligan con la croce rossa di San Giorgio in campo bianco. Un vicino di casa di origine asiatica, il signor Kumar, gli confessa che negli ultimi tempi l’uomo era molto cambiato. Pearson si reca nell’ambulatorio della dottoressa che ha stilato il certificato di morte, la giovane Julia Goodwin; lei gli dà appuntamento in un bar, dopo il lavoro. Nel frattempo lui scopre che la dottoressa è uno dei testimoni oculari che hanno scagionato Duncan Christie. Gli altri due sono William Sangster, preside della scuola che frequentò Christie, e il suo psicologo, Tony Maxted. Tutti e tre sono in qualche modo collegati all’avvocato Fairfax, e condividono la sua avversione per gli sconvolgimenti che il Metro-Centre ha portato nella vita delle cittadine, e il tentativo di controllare la violenza che rischia di esplodere, provocata dalla noia e dal consumismo:
(J.G. Ballard, Regno a venire)
Pearson rimane chiuso nell’ufficio dello psichiatra Maxted, all’interno dell’ospedale, quando la vigilanza lo libera scopre che c’è stato un attentato dinamitardo al Metro-Centre: qualcuno ha messo una bomba proprio dentro la sua autovettura nel parcheggio sotterraneo, per fortuna il centro commerciale era chiuso per il contemporaneo svolgimento di un torneo sportivo di vicinato tra squadre dei dintorni. L’unica vittima è l’avvocato Fairfax, dilaniato dall’esplosione: cosa faceva? Metteva l’ordigno o cercava di disinnescarlo? Se Pearson non fosse stato chiuso nell’ospedale, sarebbe morto.
La massa di tifosi presente per l’evento sportivo si sfoga bruciando automobili e danneggiando vetrine di negozi, sotto gli occhi della polizia apparentemente indifferente. Julia Goodwin accetta di andare a casa del padre di Pearson, e una volta qui ottiene di avere un rapporto sessuale sul letto del defunto. Il mattino successivo, Richard Pearson esce di casa di buonora per una camminata e incontra David Cruise, il personaggio televisivo che è l’uomo immagine del Metro-Centre. L’uomo ricorda di aver già lavorato con Pearson, agli inizi della propria carriera, in occasione di un lancio pubblicitario, e gli prospetta la possibilità di riprendere la collaborazione.
Pearson costruisce intorno a David Cruise un personaggio ambiguo, che ha una forte presa sul pubblico grazie a trasmissioni via cavo sui canali del Metro-Centre. Il pubblicitario vende la sua casa di Chelsea e si trasferisce a Brooklands. Le vendite del centro commerciale ricominciano a aumentare, come pure la violenza dei gruppi organizzati. I raid contro negozi e abitazioni gestiti da asiatici e slavi riprendono, anche i vicini di casa signori Kumar ne sono vittime. La polizia sembra tollerare ogni cosa.
A casa del padre, Pearson scopre il diario del vecchio e accerta con sollievo che l’interesse dell’uomo per il movimento di estrema destra era solo “scientifico”: voleva capire il perché della nascita di un nuovo fascismo. David Cruise inscena un finto attentato incendiario al centro commerciale, gli attivisti con le bandiere con la croce di San Giorgio giungono a raccolta. Pearson è dispiaciuto dalla piega razzista dei disordini, ma non li attribuisce al proprio lavoro con Cruise.
Tutto precipita, David Cruise viene colpito da un fucile di precisione durante una diretta TV. Il Ministero ne approfitta per far intervenire polizia e esercito e chiudere il Metro-, ma i sostenitori del centro commerciale in maglia con la croce di San Giorgio si radunano al comando di Carradine, il giovane responsabile alla sicurezza. Durante gli scontri con la polizia, almeno trecento attivisti armati si barricano dentro il centro commerciale, insieme a quasi tremila ostaggi far cui Pearson, Sangster e Maxted. Persino David Cruise, gravemente ferito e attaccato a una macchina di terapia intensiva nel pronto soccorso del Metro-Centre, diventa una sorta di ostaggio, insieme alla dottoressa Goodwin che lo cura.
Inizia un lungo assedio, Carradine lascia uscire poco per volta gli ostaggi nell’arco di settimane. All’interno del Metro-Centre centinaia di persone sopravvivono con le derrate alimentari, ma nessuno si lascia andare al saccheggio, anzi a un certo punto viene imposto agli ostaggi di ripulire i detriti di settimane di assedio. Dopo due mesi la polizia tenta un colpo di mano con un’invasione via elicottero, ma deve ritirarsi dopo aver colpito a morte cinque ostaggi rivestiti con le magliette a croce. Pearson ha il sospetto che il Governo stia usando la faccenda del Metro-Centre come un esperimento per vedere fino a dove possono spingersi i ribelli della middle class. Il preside Sangster acquista sempre più influenza sulle bande organizzate all’interno del centro commerciale
Il giorno successivo, David Cruise muore senza avere mai ripreso conoscenza. Pearson si accorge che Duncan Christie si nasconde all’interno dei vasti spazi del centro, e si sposta come vuole. Julia Goodwin confessa che il padre di Pearson è rimasto ucciso in un tentativo di eliminare David Cruise da parte di un gruppo di abitanti di Brooklands preoccupati dalle disastrose trasformazioni che il Metro-Centre imponevano nel tessuto sociali delle cittadine intorno all’autostrada: Sangster, Fairfax, Maxted, il sergente Falconer e lei stessa, che però è venuta a sapere troppo tardi che si trattava di un omicidio. Pearson padre è stato ucciso per errore.
La polizia infine fa irruzione dall’alto nel Metro-Centre, ma scoppia un violento incendio forse causato dagli arredi imbevuti di benzina da Christie. Pearson riesce a salvare l’esausta Julia, ma Maxted viene sacrificato da un gruppo di attivisti in maglietta a croce e perisce, come molti altri, nel grandioso incendio. Julia va a vivere con Pearson. La distruzione del centro commerciale fa apparentemente scomparire le squadre organizzate, i disordini e le violenze, anche se non è escluso che un'altra repubblica fascista nasca altrove, intorno a nuovo centro commerciale:
(J.G. Ballard, Regno a venire)

## Edizioni
- James Graham Ballard, Regno a venire, collana Universale Economica, traduzione di Federica Aceto, Feltrinelli, 2009, ISBN 9788807721243.